# Temporada de ciclones no Índico Norte de 2018
A temporada de ciclones no Índico Norte de 2018 foi a temporada mais ativa de ciclones no Índico Norte desde 1992, com a formação de quatorze depressões e sete ciclones. A temporada de ciclones no Índico Norte não tem limites oficiais, mas os ciclones tendem a se formar entre abril e dezembro, com os dois picos em maio e novembro. Essas datas delimitam convencionalmente o período de cada ano em que a maioria dos ciclones tropicais se forma no norte do Oceano Índico.
O escopo deste artigo se limita ao Oceano Índico no Hemisfério norte, a leste do Corno de África e a oeste da Península da Malásia. Existem dois mares principais no Oceano Índico Norte - o Mar da Arábia a oeste do subcontinente indiano, abreviado como ARB pelo Departamento Meteorológico da Índia (IMD); e a Baía de Bengala a leste, abreviado como BOB pelo IMD.

O Centro Meteorológico Regional Especializado oficial nesta bacia é o Departamento Meteorológico da Índia (IMD), enquanto o Joint Typhoon Warning Center (JTWC) e o National Meteorological Center of CMA (NMC) divulgam não oficialmente avisos completos. Em média, três a quatro tempestades ciclônicas se formam nesta bacia a cada temporada.

## Resumo da temporada

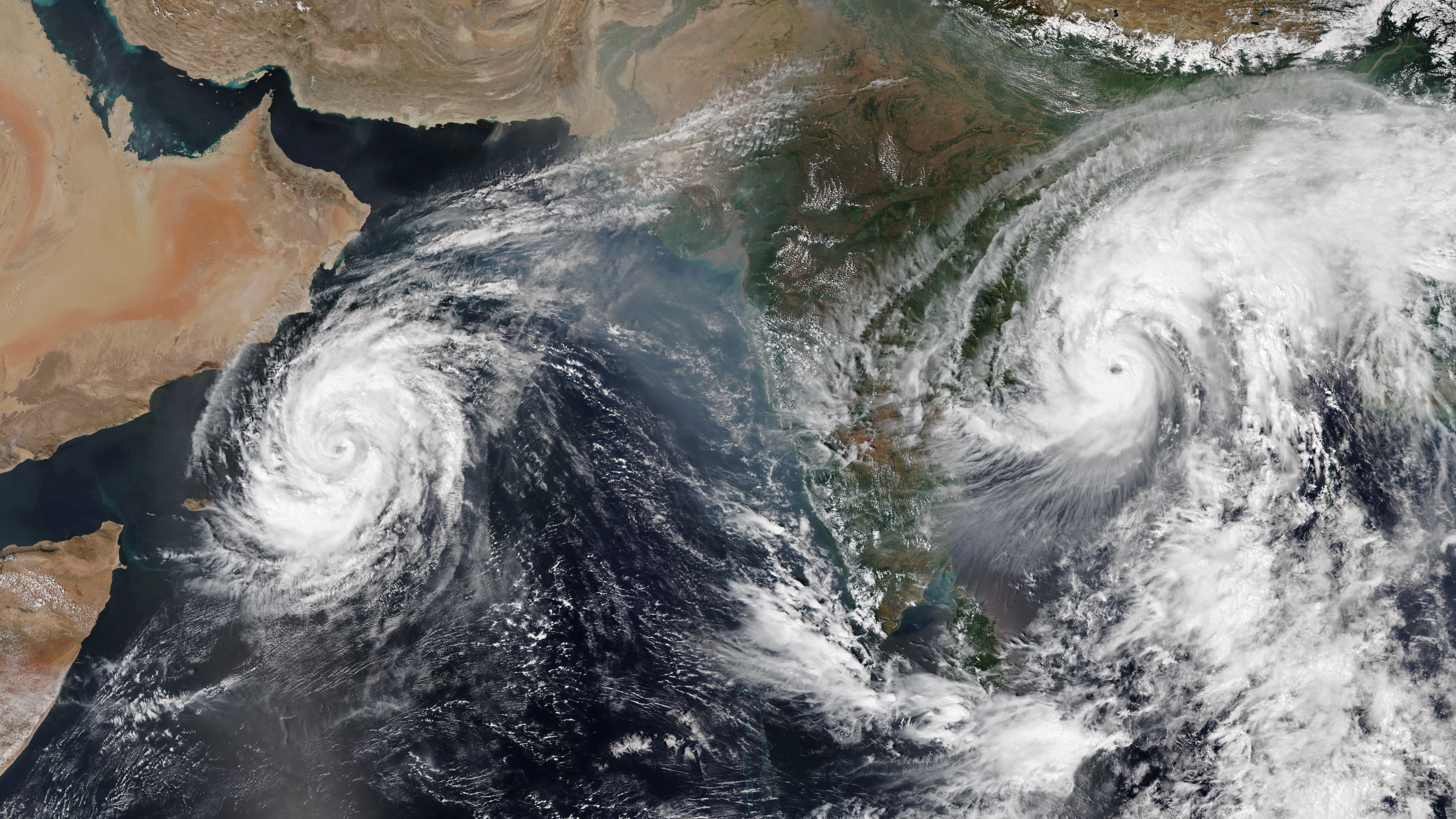
Tempestades ciclônicas muito severas Luban (esquerda) e Titli (direita) sobre o Mar da Arábia e a Baía de Bengala, respectivamente, em 10 de outubro de 2018. Esta foi a primeira vez que dois ciclones simultâneos estiveram ativos na Baía de Bengala e no Mar Arábico desde o início de registos confiáveis em 1960

## Sistemas

### Depressão ARB 01
Um vale desenvolveu-se perto do equador no leste do Oceano Índico em 7 de março. Uma área de baixa pressão formou-se em 10 de março ao sudoeste do Sri Lanka, em uma área com temperaturas quentes da superfície do mar e baixo cisalhamento do vento. Movendo-se para o leste do Mar Arábico, a baixa se organizou em uma depressão em 13 de març na latitude baixa de 5 ° N. Após a sua formação, a depressão encontrou um ar mais frio e seco, o que impediu o sistema de se fortalecer além de uma intensidade de 45 km/h. Movendo-se para noroeste, a depressão passou entre as ilhas Maldivas e as ilhas Laquedivas, e enfraqueceu em uma área remanescente de baixa pressão em 15 de março.
As autoridades aconselharam os pescadores a evitar navegar ao largo da costa sudoeste da Índia por alguns dias. A depressão produziu fortes chuvas em todo o sul da Índia. A cidade portuária costeira de Thoothukudi, perto do extremo sul da Índia, registou 200 mm (7.9 in) em 13 de março, a sua maior precipitação diária já registada. A Ilha Minicoy em Lakshadweep recebeu 177 mm (7.0 in) de chuva do sistema. Chuvas fortes também ocorreram em Aryankavu, Querala e Chintamani, Karnataka.

### Tempestade ciclônica Sagar
Uma área de baixa pressão se formou em 14 de maio perto de Socotorá, no oeste do Mar Arábico.  O sistema meteorológico moveu-se para noroeste, dirigido por uma crista a nordeste e pelo fluxo da geografia regional. Em 16 de maio, o Departamento Meteorológico da Índia (IMD) classificou o mínimo como uma depressão às 12:00 UTC cerca de 200 km a nordeste do Cabo Guardafui, Somália. No mesmo dia, o JTWC designou a depressão como Ciclone Tropical 01A. O IMD atualizou o sistema para uma tempestade ciclônica em 17 de maio, chamando-o de Sagar. A tempestade entrou no Golfo de Adem naquele dia, intensificando-se gradualmente enquanto acompanhava a costa do Iêmen. Sagar desenvolveu um olho nas imagens de microondas, um sinal de uma tempestade se intensificando. No final de 18 de maio, o IMD estimou a intensidade de pico de Sagar em 85 km/h.  Na mesma época, o JTWC estimou que Sagar atingiu o pico 1  de ventos sustentados por minuto de 120  km/h , enquanto estava localizado a cerca de 165  km ao sul de Adem, Iêmen, ou cerca de 95  km ao norte de Berbera, Somália.  Sagar enfraqueceu ligeiramente antes de atingir a costa perto de Lughaya, no noroeste da Somalilândia, com ventos de 75 km/h de acordo com o IMD.  De acordo com o JTWC, Sagar foi o ciclone tropical mais forte já registado a atingir a Somália, com ventos terrestres estimados em 1 minuto de 95 km/h. A tempestade também atingiu a região oeste do oceano Índico Norte, superando a tempestade tropical em 1984, que tomou um caminho quase idêntico ao leste. Sagar enfraqueceu rapidamente, degenerando em uma área de baixa pressão no leste da Etiópia em 20 de maio.
O ciclone afetou primeiro Socotra e, mais tarde, o continente do Iêmen, produzindo fortes chuvas e inundações localmente. Ventos fortes de Sagar contribuíram para um incêndio em uma casa perto de Aden, resultando em uma fatalidade. Em partes do norte da Somália e Somalilândia, Sagar deixou cair um ano de chuvas fortes, ou cerca de 200 mm (7.9 in), resultando em inundações repentinas e mortais. As inundações destruíram fazendas, gado, barcos e casas, forçando as famílias a evacuar. Estradas, instalações médicas e outras infraestruturas também foram danificadas. Três pessoas morreram em Puntlândia e outras 50 pessoas morreram na Somalilândia devido a Sagar. No vizinho Djibouti, as inundações da tempestade danificaram cerca de 10.000 casas, com danos no país estimados em US $ 30 milhões. Duas pessoas morreram no país. Na região da Somália, no leste da Etiópia, Sagar produziu fortes ventos e chuvas fortes, resultando em inundações e deslizamentos de terra. Perto da fronteira de SNNPR e Oromia, um deslizamento de terra matou 23 pessoas.

### Tempestade Ciclônica Extremamente Severa Mekunu
Uma área de convecção desenvolveu-se a noroeste das Maldivas em 18 de maio. Nos dois dias seguintes, tornou-se mais bem organizado e o IMD informou que havia se desenvolvido em uma área de baixa pressão em 20 de maio, dando-lhe o identificador ARB 03. O sistema vagarosamente derivou para noroeste em um ambiente favorável para a ciclogênese tropical e desenvolveu um bom escoamento. O JTWC emitiu um TCFA em 21 de maio, depois que as bandas convectivas começaram a envolver o amplo centro de circulação de baixo nível (LLCC). Na mesma época, o IMD anunciou que o sistema se intensificou para uma depressão. Ao longo das próximas 24 horas, a depressão continuou a se mover para noroeste em águas quentes e enfrentou baixo cisalhamento vertical do vento. Como resultado, ele continuou a se intensificar e o JTWC começou a rastreá-lo como uma tempestade tropical. Posteriormente, o IMD o atualizou para uma depressão profunda e Cyclonic Storm Mekunu mais tarde no mesmo dia. Imagens de satélite multiespectrais revelaram que Mekunu havia desenvolvido um olho já em 23 de maio, quando o IMD o atualizou para uma forte tempestade ciclônica. Beneficiando-se de condições ambientais favoráveis, o ciclone tornou-se mais simétrico, intensificando-se em uma tempestade ciclônica muito severa seis horas depois. O ciclone continuou a seguir para noroeste sob a influência de uma crista subtropical. Em 25 de maio, atingiu seu pico de intensidade como uma tempestade ciclônica extremamente severa, com o JTWC estimando ventos sustentados de pico de 1 minuto de 185 km/h, equivalente a uma tempestade de categoria 3 na escala Saffir-Simpson.
Sob a influência de Mekunu, Socotra recebeu chuvas generalizadas, levando a inundações repentinas e queda de linhas de energia. Pelo menos 40 pessoas foram inicialmente relatadas como desaparecidas depois que dois navios foram virados ao largo de Socotra. Mekunu atingiu a costa de Omã, perto da cidade de Salalá, com intensidade máxima. Rajadas de 110 km/h foram registados no Aeroporto de Salalah antes do landfall, enquanto áreas em Salalá registaram precipitação de 194 mm (7.6 in). Em 31 de maio, pelo menos 30 pessoas morreram em Omã e no Iêmen devido a Mekunu, incluindo 20 em Socotorá, quatro no Iémen e seis em Omã. As reivindicações de seguros em Omã chegaram a Rial omanense 108 milhões (US $ 281 milhões).

### Depressão Profunda BOB 01
O Departamento de Meteorologia e Hidrologia de Myanmar emitiu um alerta de alerta de emergência com código vermelho na terça-feira, antes do desembarque. Vento forte, junto com chuvas torrenciais, destruiu mais de 500 casas no município de Shwe Pyi Tha, na região de Yangon em Mianmar. O vento forte derrubou árvores e destruiu muitas casas, cortando o fornecimento de energia no município. Abrigos temporários foram instalados para acomodar as vítimas de rua com ajuda prestada. No mesmo dia, chuva forte e vento forte também sopraram de galhos de árvores em Hmawbi, Dagon Myothit-norte e outros municípios.  As autoridades locais suspenderam a hidrovia de Angumaw-Sittway por três dias.

### Depressão Bob 02
O clima Squally afetou os portos marítimos, North Bay e áreas costeiras adjacentes de Bangladesh. Os portos marítimos de Chatigão, Cox's Bazar, Mongla e Payra foram aconselhados a manter o sinal de advertência local nº 3 içado. Em Patenga, 150 mm de chuva foi registado nos dois dias anteriores.

### Depressão profunda Bob 03
O sistema continuou a se mover na direção oeste-noroeste e alcançou o oeste de Uttar Pradesh e a capital indiana de Nova Deli em 26 de julho, causando chuvas generalizadas na região. Meerut em Uttar Pradesh recebeu 226 mm de chuva em 24 horas, em 27 de julho, enquanto Deli recebeu 83 mm durante um período de 5 dias, começando em 26 de julho. Pelo menos 69 pessoas morreram em Uttar Pradesh, devido às fortes chuvas da tempestade como uma área de baixa pressão. O rio Yamuna cruzou o nível de perigo de 204,83 metros na capital nacional de Deli em 27 de julho, e atingiu 205,5 metros em 29 de julho, quase 70 cm acima do nível de perigo, levando à evacuação de mais de 1.500 pessoas em Deli.

### Tempestade Ciclônica Daye
Em 19 de setembro, uma depressão se formou sobre a baía centro-leste de Bengala, recebendo a designação de BOB 07. Logo depois, o JTWC emitiu um Alerta de Formação de Ciclone Tropical (TCFA nas suas siglas em inglês). No início de 20 de setembro, a tempestade intensificou-se em uma depressão profunda sobre a Baía de Bengala, centro-oeste. O sistema se intensificou ainda mais, tornando-se o ciclone severo Daye mais tarde naquele dia, enquanto estava situado no noroeste da Baía de Bengala. No início de 21 de setembro, Daye atingiu o sul de Orissa, também impactando durante a manhã a costa norte adjacente de Andra Pradexe, perto de Gopalpur e em vários distritos das regiões, resultando em chuvas fortes e ventos fortes de 65 a 75 km/h. Ao desembarcar, Daye trouxe chuvas fortes a muito fortes em vários distritos de Orissa. Após o desembarque, Daye enfraqueceu em depressão. Nos dois dias seguintes, Daye continuou a se mover para o oeste, enquanto chovia pesadamente em toda a Índia. Em 22 de setembro, Daye enfraqueceu para uma baixa bem marcada, com o IMD emitindo o seu parecer final sobre o sistema.
Em 21 de setembro antes da chegada do ciclone à meia-noite na hora local, o governo de Orissa organizaou equipes de emergência em Malkangiri, com mais equipes de prontidão em Rayagada, Gajapati e Puri. Uma equipe da NDRF foi posicionada nos distritos de Kalahandi, Rayagada, Gajapati, Puri, Nayagarh e Kandhamal, com 17 barcos e outros equipamentos de emergência. O sinal de aviso local Número LC-III foi mantido içado em todos os portos de Orissa quando o ciclone era uma depressão profunda.
Malkangiri foi o mais afetado, com muitas casas submersas. Várias partes da cidade de Malkangiri e áreas rurais do distrito receberam chuvas ciclônicas fortes. Várias casas fircaram submersas na água, deixando muitas pessoas desalojadas. De acordo com relatos, um total máximo de chuva de 284 mm foi registado em Malkangiri pelo Departamento Meteorológico da Índia (IMD). No distrito de Balasore, a água estava fluindo acima do nível de perigo no rio Jalaka. O nível da água aumentou na Barragem de Kolab e duas comportas foram abertas.
As bandas de chuva externas da tempestade deixaram cair uma chuva extremamente forte nas partes do sul de Bengala Ocidental. Digha recebeu 229 mm de chuva, Contai recebeu 331 mm de chuva, Diamond Harbor registou 66 mm de chuva, Midnapore recebeu 79 mm de chuva, e Halisahar registou 51 mm de chuva. Chuvas torrenciais e inundações repentinas também foram registadas em Himachal Pradesh, Uttarakhand e Panjabe, resultando em pelo menos 25 mortes. As comportas do famoso Lago Sukhna em Chandigarh foram abertas, pela primeira vez em 10 anos.
Conforme Daye enfraquecia em uma área de baixa pressão, a tempestade interagia com outro distúrbio ocidental ao norte, levando a chuvas generalizadas no norte do Himalaia e nas planícies ao sul, de 22 a 24 de setembro. Deli recebeu fortes chuvas entre 22 e 24 de setembro, totalizando 58,6 mm, resultando em severo alagamento. As temperaturas máximas em Deli estavam até 6 graus Celsios abaixo do normal. Amritsar em Punjab recebeu grandes quantidades de chuvas, terminando no início de 24 de setembro, com um total de 203,0 mm, enquanto Karnal em Haryana recebeu um dos maiores totais de chuva em 24 horas em setembro, com um total de 142,0 milímetros.

### Tempestade Ciclônica Muito Severa Luban
Em 14 de outubro a tempestade ciclônica Luban atingiu o Iêmen no meio de uma guerra civil e um surto de cólera, e forçou 2 203 famílias a deixarem as suas casas, utilizando 38 escolas para abrigo. A tempestade matou 14 pessoas no país, e feriram outras 124 pessoas, com 10 ainda desaparecidas. As perdas públicas no Iêmen foram de US $ 1 bilhão.

### Tempestade Ciclônica Muito Severa Titli
Em 6 de outubro, uma área de baixa pressão se formou no Mar de Andaman. Nos dois dias seguintes, o desastre entrou na Baía de Bengala e se tornou uma depressão em 8 de outubro, recebendo a designação BOB 08 do IMD. Posteriormente, a tempestade aumentou rapidamente, tornando-se uma Tempestade Ciclônica Muito Severa em 9 de outubro, com a força de um furacão de Categoria 2 na escala Saffir-Simpson  (SSHWS).
Titli matou pelo menos 77 pessoas em Odisha e deixou algumas outras desaparecidas, devido a fortes enchentes e deslizamentos de terra, e causou outras 8 mortes em Andhra Pradesh. A tempestade enfraqueceu em uma depressão antes de entrar em Bengala Ocidental, causando estragos em algumas partes de Bengala do Sul e trazendo chuvas torrenciais e ventos fortes. Danos causados por inundações causadas por Titli totalizaram em Rupia indiana 3,673.1 crore (US $ 507 milhões) em Andhra Pradesh, e ₹ 3.000 crore (US $ 413 milhões) em Odisha.

### Tempestade Ciclônica Muito Severa Gaja
Em 5 de novembro, um sistema de baixa pressão formou-se no Golfo da Tailândia. O sistema cruzou o sul da Tailândia e a Península da Malásia em 8 de novembro. No dia seguinte, ele cruzou o Mar de Andamão e permaneceu lá, organizando-se ainda mais ao longo do dia, antes de se intensificar em uma depressão sobre a Baía de Bengala em 10 de novembro, com o IMD designando o sistema como Depressão BOB 09. Logo depois, o Joint Typhoon Warning Center (JTWC) emitiu um Alerta de Formação de Ciclone Tropical (TCFA) no sistema. Às 00:00 UTC de 11 de novembro, a depressão profunda intensificou-se em uma tempestade ciclônica e foi chamada de Gaja. Depois de seguir na direção oeste-sudoeste por vários dias, atingiu o continente no sul da Índia, em 16 de novembro. A tempestade sobreviveu cruzando para o Mar Arábico mais tarde naquele dia; no entanto, degenerou em um remanescente baixo em condições hostis apenas alguns dias depois, em 20 de novembro. No dia seguinte, os restos da tempestade se dissiparam perto de Socotorá.

### Tempestade Ciclônica Severa Phethai
Uma área de convecção se desenvolveu no sul da Baía de Bengala em 13 de dezembro. O distúrbio foi previsto com pouca chance de se desenvolver; no entanto, a convecção da tempestade persistiu e se organizou, resultando na tempestade sendo classificada como Depressão BOB 10. A depressão gradualmente se organizou e se intensificou em uma depressão profunda em 14 de dezembro. Em 24 horas, a depressão profunda atingiu ventos sustentados de 3 minutos de 40 mph, e a tempestade foi nomeada Phethai. Phethai se fortaleceu continuamente e em 16 de dezembro, Phethai atingiu o pico com ventos de 65 mph e em condições de tempestade ciclônica severa. A tempestade enfraqueceu continuamente e atingiu Katrenikona em 17 de dezembro, com ventos sustentados de 3 minutos de 50 mph. Phethai enfraqueceu rapidamente ao atravessar Andhra Pradesh e, finalmente, se dissipou em uma floresta tropical ao sudoeste de Calcutá.
Oito pessoas foram declaradas mortas depois de Phethai, e os danos agrícolas em Andra Pradexe foram estimados em $ 294,54 crore (US $ 41,1 milhões).

## Nomes de tempestade
Dentro desta bacia, um ciclone tropical recebe um nome quando se considera que atingiu a intensidade da tempestade ciclônica, com ventos de 65 km/h. Os nomes foram selecionados por membros do painel da ESCAP / WMO sobre ciclones tropicais entre 2000 e maio de 2004, antes que o Centro Meteorológico Especializado Regional de Nova Delhi começasse a atribuir nomes em setembro de 2004. Não há retirada de nomes de ciclones tropicais nesta bacia, pois a lista de nomes está programada para ser usada apenas uma vez antes de uma nova lista de nomes ser elaborada. Se um ciclone tropical nomeado entrar na bacia vindo do Pacífico Ocidental, ele manterá seu nome original. Os próximos oito nomes disponíveis na Lista de nomes de tempestades do Norte do Oceano Índico estão abaixo.
| - Sagar - Mekunu | - Daye - Luban | - Titli - Gaja | - Phethai - Fani (sem ser usado) |

Esta é uma tabela de todas as tempestades na temporada de ciclones de 2018 no Oceano Índico Norte. Ele menciona todas as tempestades da temporada e seus nomes, duração, intensidades de pico (de acordo com a escala de tempestades do IMD), danos e totais de mortes. Os totais de danos e mortes incluem os danos e mortes causados quando aquela tempestade era uma onda precursora ou baixa extratropical, e todos os números de danos são em 2018 USD.